# Indus-Wasservertrag

Indus und Nebenflüsse

Der Indus-Wasservertrag ist ein 1960 unter Vermittlung der Weltbank abgeschlossenes Abkommen zwischen Indien und Pakistan, das die Wassernutzung des Indus und seiner Nebenflüsse regelt. Dabei erhielt Pakistan das (fast) alleinige Nutzungsrecht für die drei westlichen und besonders wasserreichen Flüsse Indus, Jhelam und Chenab zugesprochen, während Indien die Nutzungsrechte der drei östlichen Flüsse Ravi, Beas und Satluj bekam. Da die intensive Wassernutzung Indiens dazu führte, dass die auf pakistanischem Gebiet liegenden Unterläufe der östlichen Flüsse trocken fielen, erhielt Pakistan außerdem finanzielle Unterstützung zugesprochen, um durch Umleitungen und Kanäle diesen Unterläufen Wasser aus anderen Quellen zuzuführen.
Nach dem Terroranschlag bei Pahalgam 2025, für den Indien Pakistan verantwortlich machte, suspendierte Indien den Vertrag.